# Парк на Браїлках
Парк на Браїлках — міський парк у мікрорайоні Браїлки (Київський район) у місті Полтава, що розташований на площі понад 1 га. Парк закладений 21 квітня 2018 і відкритий 2020 р.

Логотип Парку на Браїлках

На будівництво першої черги з бюджету міста було закладено 6 млн гривень, яка почалася 16 жовтня 2019.

Схема парку

На території парку розташовані сучасні ігрові локації з гірками, гойдалками для найменших дітей віком від 0 до 5 років. Також проведено освітлення та встановлені ліхтарі, урни, лави, прокладені асфальтовані доріжки, що є нетиповими для полтавських парків.
Протягом 2018—2020 рр. у парку було висаджено близько 200 дерев (липа, катальпа, клен, береза, ялинка, паловнія, черемха, яблуні, абрикоси, горіхи) та кущів (спірея та жасмин).
Концепцію парку розробляла громадська організація «City Lab» на чолі з архітектором Дмитром Козеренком. Автор проєкту — ПП «Полтава-проект» Володимира Семка.
Проєктом передбачено будівництво другої черги, яка містить воркаут-зони, баскетбольний, волейбольний, футбольний майданчики та турніки. Тобто різні вікові групи матимуть свої зони.
Парк з 2020 року перебуває на балансі полтавського комунального підприємства «Декоративні Культури».